# Войнаровская, Ванда-Цезарина Константиновна
Ванда-Цезарина Константиновна Войнаровская (пол. Wanda Cezaryna Wojnarowska, 1 мая 1861, Каменец-Подольский — 15 апреля 1911, Париж) — польская социалистка, участница российского, польского и французского революционного движения.

## Биография
Родилась в дворянской семье в Каменец-Подольске, училась в Кишинёвской гимназии. В 1877 году поступила на учёбу в Петербурге, там приняла участие в деятельности польских социалистических кружков и в 1879 году уехала в Варшаву для укрепления связей между революционными организациями. 10 апреля 1879 году была арестована и посажена в Варшавскую крепость. По высшему повелению от 2 апреля 1880 года осуждена на год тюремного заключения и последующее помещение под полицейский надзор.
С 21 июня 1881 года жила в Кишинёве. Её ходатайство о разрешении заниматься педагогической деятельностью было оставлено без последствий. Находясь в Одессе на лечении была арестована по подозрению в передаче неизвестному фальшивых документов.
В 1882 году бежала из-под полицейского надзора и поселилась в Кракове. Участвовала в деятельности польских социалистов, но 13 (24) февраля 1883 года была арестована. 24 июня 1883 года была приговорена австро-венгерским судом к четырехмесячному заключению и изгнанию с территории Австро-Венгрии. Переехала в Швейцарию, где жила в Женеве и участвовала в деятельности польской социалистической эмиграции. Активно помогала таким группам, как I Пролетариат и Освобождение труда, и стала частым гостем в доме Георгия Плеханова.
Лев Дейч вспоминал, что знал всего двух женщин, которые читали и могли обсуждать «Капитал» Карла Маркса: это были Вера Засулич и Цезарина Войнаровская.
В 1889 году переехала в Париж и с 1893 года руководила «Заграничным обществом социал-демократов царства Польского».
В 1900 — 1904 годах представляла СДКПиЛ во II Интернационале. Преподавала историю Франции в партийной школе российских революционеров.
Умерла от инфаркта.